# 刑事偵查
刑事偵查（英語：criminal investigation），又稱刑事調查、刑事偵緝、犯罪調查，是一门应用科学，指執法人員搜集刑事案件證據的過程，包括搜查、約談、訊問、取證等多種方式。現代刑事偵查通常採用許多科學技術，統稱鑑識科學。在現代，刑事偵查通常由政府執法人員主導，私家偵探通常也被雇用來進行刑事調查。

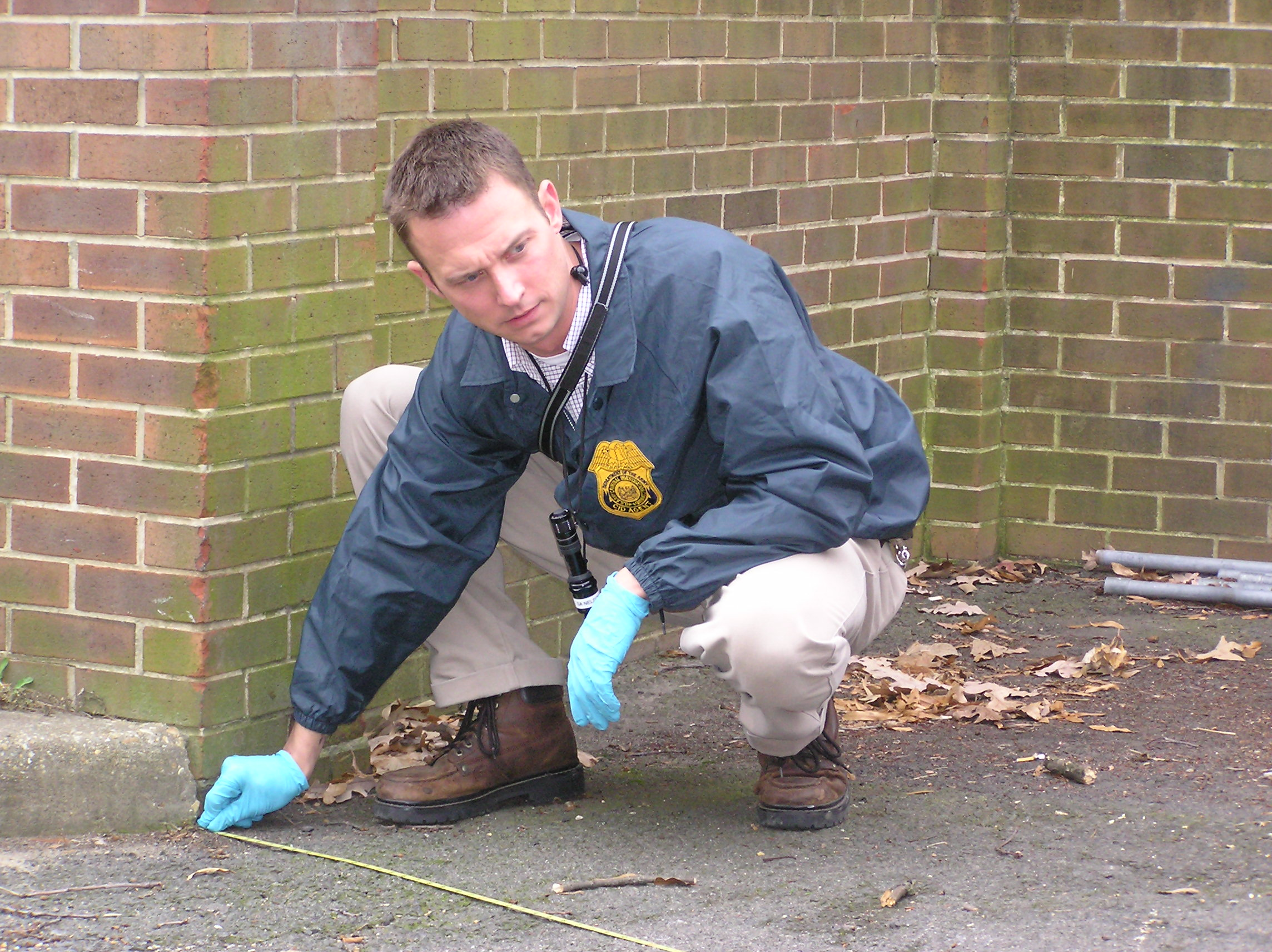
美國陸軍刑事調查司令部探員正在犯罪現場蒐證。

刑事调查是一门古老的學科，在约西元前1700年的《汉谟拉比法典》中就有提到刑事偵查，该法典中有條文表示原告和被告都有权利提出他们所收集的证据:103。

## 調查目標
- 犯罪動機
- 犯罪手段
- 犯罪機會